# Kamil Damašek
Kamil Damašek (ur. 22 września 1973 w Žatcu) – czeski lekkoatleta wieloboista, medalista uniwersjady w 1997, olimpijczyk.

## Osiągnięcia sportowe
Startując jako reprezentant Czechosłowacji zajął 12. miejsce w dziesięcioboju na mistrzostwach świata juniorów w 1992 w Seulu. Już jako reprezentant Czech zajął 6. miejsce w tej konkurencji na uniwersjadzie w 1993 w Buffalo oraz 8. miejsce w siedmioboju na halowych mistrzostwach Europy w 1996 w Sztokholmie. Zajął 16. miejsce w dziesięcioboju na igrzyskach olimpijskich w 1996 w Atlancie.
Zajął indywidualnie 3. miejsce w dziesięcioboju w zawodach Superligi Pucharu Europy w wielobojach w 1997 (reprezentacja Czech zwyciężyła drużynowo). Zdobył srebrny medal w tej konkurencji na uniwersjadzie w 1997 w katanii.
23 października 1997 został poważnie ranny w wypadku samochodowym, w którym zginęli lekkoatleci David Nikodým i Martin Šimůnek. Później startował jeszcze do 2000, ale bez sukcesów międzynarodowych.
Był mistrzem Czechosłowacji w dziesięcioboju w 1992, a następnie mistrzem Czech w dziesięcioboju w latach 1993–1995 i 1997 oraz w sztafecie 4 × 400 metrów w 1995 i 1996, wicemistrzem w sztafecie 4 × 400 metrów w 1993 oraz w dziesięcioboju w 1998 i 1999, a także brązowym medalistą w sztafecie 4 × 100 metrów w 1996. Był również halowym mistrzem Czech w siedmioboju w 1994 i 1999, wicemistrzem w tej konkurencji w 1995 i 1997 oraz brązowym medalistą w 1993.

## Rekordy życiowe
Rekordy życiowe Damaška::
- dziesięciobój – 8256 pkt (16 czerwca 1996, Lage)
- siedmiobój (hala) – 6182 pkt (16 lutego 1997, Praga)